# Spilosoma rubilinea
Spilosoma rubilinea är en fjärilsart som beskrevs av Moore 1865. Spilosoma rubilinea ingår i släktet Spilosoma och familjen björnspinnare. Inga underarter finns listade i Catalogue of Life.